# 坂本龍三
坂本 龍三（さかもと りゅうぞう、1927年〈昭和2年〉 - 2009年〈平成21年〉6月13日）は、北海道北広島市にある北広島市図書館の初代館長、北海道武蔵女子短期大学の元講師。北海道倶知安町出身。
誕生の半年後に北海道函館市へ転居。北海道第二師範学校（後の北海道教育大学函館校）、慶應義塾大学文学部図書館学科・文学科を経て、北海道教育大学附属図書館に勤務。1967年（昭和42年）、設立間もない北海道武蔵女子短期大学に、北海道内の大学として初めて図書館司書養成課程が設置され、その担当者として採用されたことから、同大学の教員となった。以後、北海道地区における司書養成の中心的存在として、長年にわたって教鞭をとった。1977年（昭和52年）には日本図書館協会に入会し、評議員を長く務めた。
1998年（平成10年）、武蔵女子短大を退職。同年に著した『岡田健蔵伝』は、函館市の函館市立図書館の初代館長である岡田健蔵の業績を余すところなく伝える第1級資料と評価されている。
その後は武蔵女子短大の非常勤講師を兼任しつつ、北広島市の北広島市図書館の初代館長に着任。北海道内での図書館学教育、図書館振興に尽力した。2009年、満81歳で死去。主な論文に、「明治・大正期北海道における私立図書館の素描」（『北海道武蔵女子短大紀要』）、「札幌区教育会図書館」（『図書館誌研究』）などがある。